# PT-91 Twardy
PT-91 Twardy – polski czołg podstawowy, opracowany w latach 90. XX wieku jako modernizacja produkowanego na licencji czołgu T-72M1. Zasadnicze zmiany w stosunku do pierwowzoru dotyczą nowego systemu kierowania ogniem DRAWA, oraz pancerza reaktywnego ERAWA.

## Historia rozwoju
Od 1981 roku produkowano dla Wojska Polskiego w zakładach Bumar-Łabędy na licencji radzieckiej czołg podstawowy T-72M, a od 1986 roku jego wersję rozwojową ze wzmocnionym opancerzeniem T-72M1. Ich dokumentacja została spolonizowana, co skutkowało wprowadzeniem szeregu podzespołów własnej konstrukcji oraz uproszczeniem technologii produkcji. Mimo że czołg ten był wówczas nowoczesny, stanowił on uproszczony model w stosunku do wersji używanych przez armię radziecką i szybko dostrzeżono w Polsce możliwość zwiększenia jego wartości bojowej, przede wszystkim przez wyposażenie w system kierowania ogniem. W tym czasie, w połowie lat 80. przeprowadzono już w Polsce udaną modernizację starszych czołgów T-55 do standardu T-55AM, z zastosowaniem opracowanego w Wojskowej Akademii Technicznej systemu kierowania ogniem Merida. Początkowo prace nad modernizacją T-72M1 nie były prowadzone zbyt intensywnie, ponieważ jednocześnie od 1988 roku toczyły się rozmowy z ZSRR na temat zakupu przez Polskę licencji na produkcję nowszej wersji T-72 (T-72S). Negocjacje nie przyniosły efektu, a ostatecznie Polska z nich zrezygnowała pod koniec 1989 roku, w związku ze zmianami politycznymi i zakończeniem współpracy w ramach Układu Warszawskiego. Spowodowało to zintensyfikowanie prac nad modernizacją T-72 w Polsce.
Pierwszą próbą modernizacji był opracowywany w drugiej połowie lat 80. na zlecenie MON przez Ośrodek Badawczo-Rozwojowy Urządzeń Mechanicznych w Gliwicach (OBRUM) czołg o kryptonimie Wilk, ale projekt tej modernizacji został zatrzymany na wczesnym etapie i nie został wdrożony z uwagi na próby zakupu licencji czołgu T-72S. Po zmianie ustrojowej ponownie podjęto prace nad modernizacją czołgu, wykorzystując doświadczenia z programu Wilk, pod nowym kryptonimem anglojęzycznym dla celów marketingowych: Hard, a ostatecznie Twardy. Prace podjęto w zakładach Bumar-Łabędy we współpracy z OBRUM Gliwice i innymi jednostkami. Decyzję o rozpoczęciu prac podjęto w lipcu 1991 roku, z konstruktorem wiodącym inż. Karolem Chodkiewiczem. W 1992 roku powstał prototyp czołgu, który zaprezentowano w 1993 roku. Z uwagi na zakres zmian, zmieniono nazwę czołgu na PT-91 Twardy.
Pierwszym etapem prac było określenie zakresu modernizacji. W wyniku przeprowadzonych analiz za najważniejsze wady T-72M1 uznano:
- niską ruchliwość,
- słabe opancerzenie,
- niedostateczną celność ognia spowodowaną brakiem systemu kierowania ogniem i przestarzałą konstrukcją stosowanej armaty i układu jej stabilizacji,
- niską skuteczność ognia, wynikającą z braku nowoczesnej amunicji przeciwpancernej,
- brak nocnych, pasywnych przyrządów obserwacyjno-celowniczych.

W efekcie zmodernizowano czołg poprzez:
- wymianę silnika W-46 o mocy 780 KM na opracowany w Zakładach PZL-Wola silnik S-12U o mocy 850 KM (rozwiązaniem docelowym miał być opracowany w tych samych zakładach silnik S-1000 o mocy 1000 KM). Silnik S-12U jest zmodernizowaną wersją silnika W-46,
- wyposażenie zmodernizowanego czołgu w pancerz reaktywny ERAWA, opracowany przez Wojskowy Instytut Techniki Uzbrojenia (modernizację pancerza zasadniczego uznano za niecelową z uwagi na koszty). Poza zwiększeniem odporności czołgu na trafienia pociskami kumulacyjnymi (zmniejszenie przebijalności o 50–70%) i rdzeniowymi (zmniejszenie przebijalności o ok. 30%), dzięki pokryciu kostek pancerza reaktywnego warstwą absorbera fal radarowych zmniejszono zasięg wykrycia czołgu przez radary pola walki o ok. 50%[6]. Zwiększenie przeżywalności czołgu na polu walki spowodowało wyposażenie go w system ostrzegawczy Obra, który po wykryciu oświetlenia czołgu promieniem laserowym analizuje rodzaj sygnału i w przypadku uznania emisji za wrogą, odpala w kierunku pochodzenia sygnału granaty dymne. Zastosowano nadto znacznie skuteczniejszy system przeciwwybuchowy niemieckiej firmy Deugra, z krótkim czasem reakcji i większą ilością środka gaśniczego[7]. Boczne fartuchy, osłaniające kadłub, wykonane z gumy, wymieniono na metalowe, cechujące się lepszą trwałością i odpornością oraz niepalnością[5]. Odporność czołgu na wybuchy min miało zwiększyć wzmocnienie dna kadłuba, przekonstruowanie włazu ewakuacyjnego w dnie (otwieranego na zewnątrz) oraz podwieszenie fotela mechanika-kierowcy do stropu kadłuba (w T72M1 jest mocowany do podłogi)[5][7]. Również dla ochrony przed kontaktowymi minami przeciwdennymi dodano wielosekcyjny fartuch gumowy zawieszony z przodu kadłuba, ekranujący również w ograniczonym stopniu przeciw pociskom kumulacyjnym[5].
- wyposażenie czołgu w system kierowania ogniem Drawa (wymianę armaty uznano za zbyt kosztowną),
- wymianę nocnych przyrządów obserwacyjnych aktywnych (TPN-1-49-23 działonowego, TKN-3 dowódcy) na pasywne noktowizyjne (POD-72 dowódcy, PNK-72 Radomka mechanika kierowcy). Działonowy miał dysponować celownikiem nocnym PCN-A (noktowizyjnym) lub TES (termowizyjnym).
- zastosowano nową, lepszą i wygodniejszą w użyciu radiostację R-173[8]
- zastosowano gąsienice z gumowymi poduszkami, o większej trwałości na twardych nawierzchniach[6]

W wyniku modernizacji wzrosła masa wozu, jednak dzięki zwiększonej mocy silnika, moc jednostkowa nie spadła. Ruchliwość czołgu nadal jest dość ograniczona, ale jej powiększenie nie jest możliwe bez całkowitej wymiany układu przeniesienia mocy, co w wozach modernizowanych jest bezcelowe. Odporność pancerza jest wyższa od T-72, ale nadal jest dużo niższa od odporności pancerzy laminowanych stosowanych w czołgach III generacji. Celność ognia wzrosła, ale tylko wtedy, gdy prowadzony jest on z postoju. Ogień w ruchu jest nadal niezbyt celny z powodu przestarzałych stabilizatora i armaty. Pozostawiono dotychczasowy stabilizator 2E28M (produkowany na Słowacji), jedynie uzupełniając go o elektroniczny układ diagnostyczny PDDSU-1, informujący o przekroczeniu granicy skutecznej stabilizacji.
Pierwsze 10 czołgów PT-91 zostało przekazanych 34 Brygadzie Kawalerii Pancernej z 11 Dywizji Kawalerii Pancernej w styczniu 1995 roku, a następna partia 10 czołgów została uroczyście i oficjalnie przekazana tej jednostce w marcu. Po testach, w następnych egzemplarzach zmodyfikowano sposób montażu pancerza reaktywnego. Większość eksploatowanych przez Wojsko Polskie egzemplarzy czołgu PT-91 powstała przez przebudowę i modernizację czołgów T-72M1. Dostawy dla Wojska Polskiego zakończono w 2002 roku po dostarczeniu 233 czołgów. Powstały 92 lub 93 nowe czołgi PT-91, a następnie 27 zmodernizowanych do wersji PT-91M i 113 do wersji PT-91MA1 – według części autorów, dwie ostatnie odmiany są przebudowane z istniejących czołgów T-72, lecz publikacje są w tym zakresie rozbieżne.
Jednocześnie z modernizacją czołgów T-72 do standardu PT-91, w OBRUM i Bumarze trwały prace nad opracowaniem wersji przeznaczonej na eksport. W odróżnieniu od pojazdów dla Wojska Polskiego, wozy eksportowe miały być produkowane od podstaw, co umożliwiało zastosowanie szerszego zakresu modernizacji. Opracowano między innymi technologię produkcji odlewanego pancerza warstwowego z warstwą niemetaliczną, dzięki czemu wzmocniono opancerzenie zasadnicze czołgu.
| Harmonogram produkcji czołgów PT-91 Twardy | Harmonogram produkcji czołgów PT-91 Twardy                                      |
| Rok                                        | Liczba wyprodukowanych i dostarczonych czołgów PT-91 dla Sił Zbrojnych RP       |
| ------------------------------------------ | ------------------------------------------------------------------------------- |
| 1994-1996                                  | 58                                                                              |
| 1997                                       | 58                                                                              |
| 1998                                       | 7                                                                               |
| 1999                                       | 33                                                                              |
| 2000                                       | 50                                                                              |
| 2001                                       | 20                                                                              |
| 2002                                       | 7                                                                               |
| Łącznie 233 maszyny                        |                                                                                 |
| Rok                                        | Liczba wyprodukowanych i dostarczonych czołgów PT-91M dla Sił Zbrojnych Malezji |
| 2007                                       | 9                                                                               |
| 2008                                       | 21                                                                              |
| 2009                                       | 18                                                                              |
| Łącznie 48 maszyn                          |                                                                                 |

## Opis

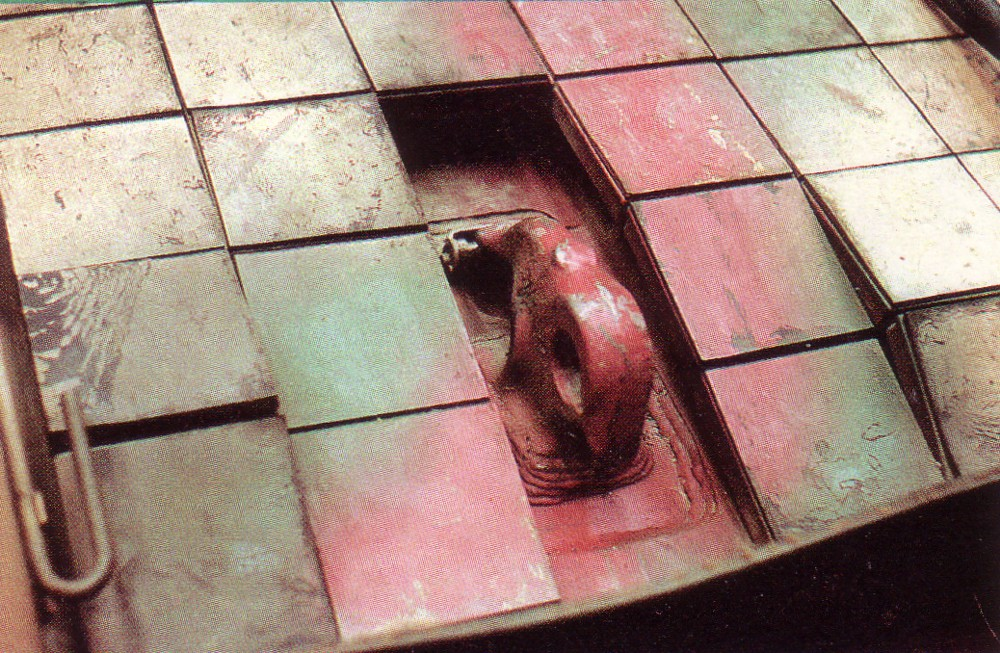
Kasety ERAWA. Widoczna przyklejona na ich powierzchni wykładzina absorbująca promieniowanie radarowe

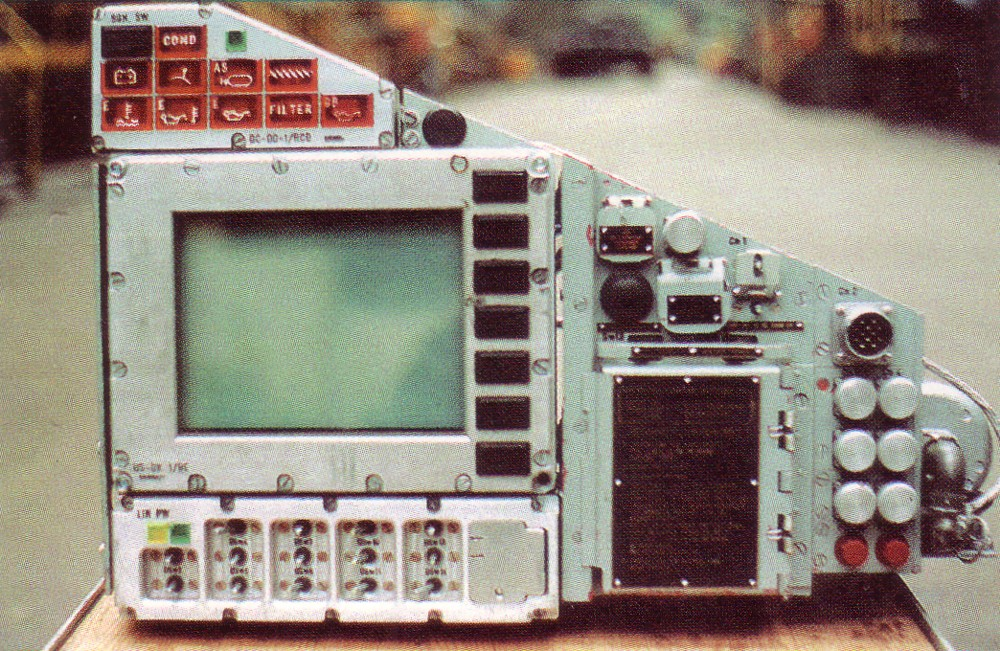
Blok sterująco-diagnostyczny US-DK-1

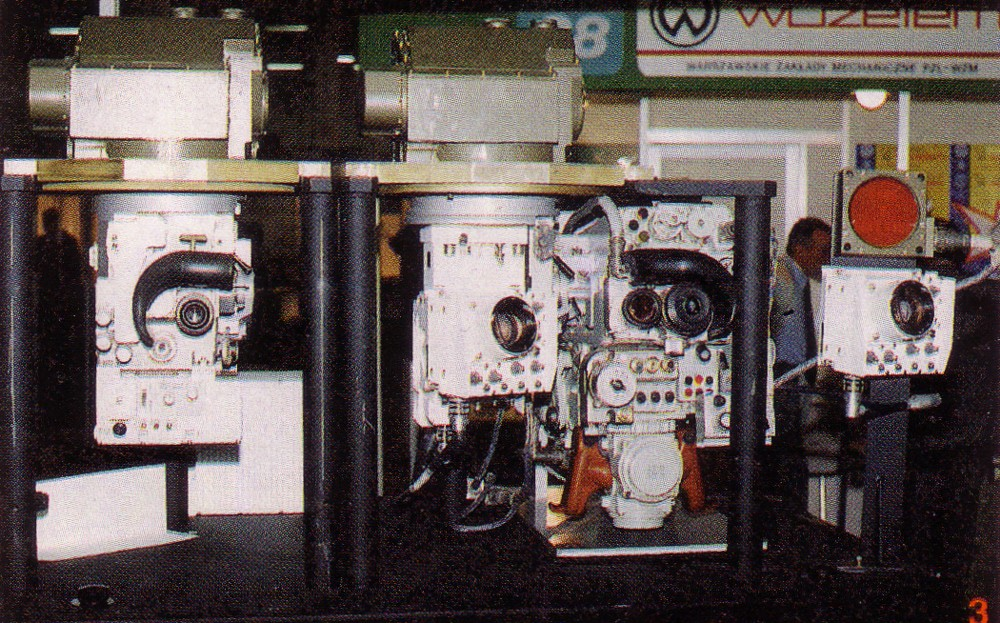
Celowniki. Z prawej strony zamontowane jak w czołgu celownik nocny ELOP TES i dzienny PCD, z lewej nocny PCN-A

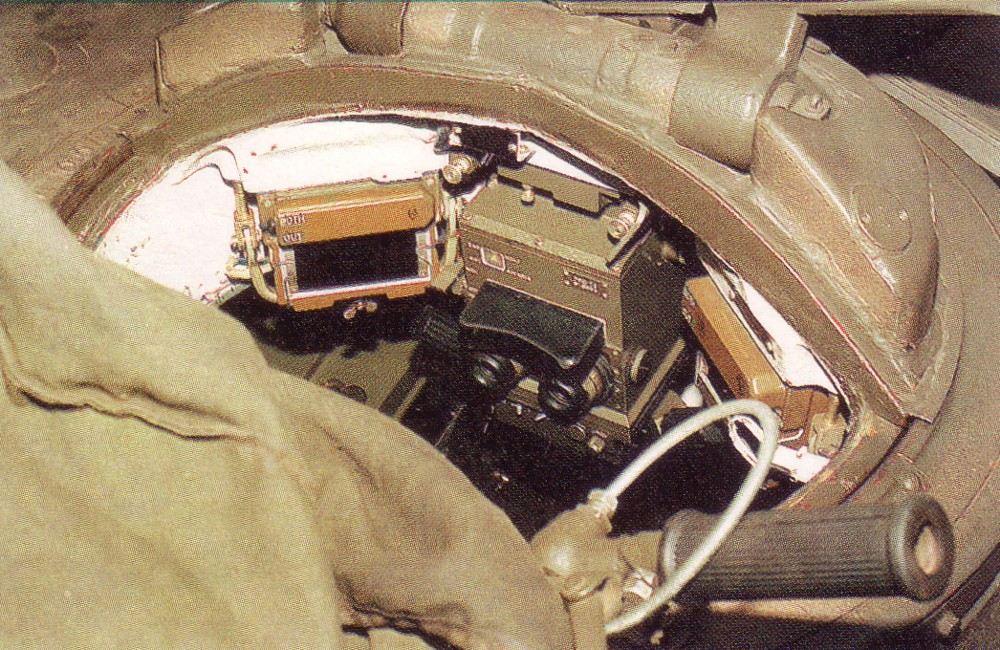
Stanowisko dowódcy (pomiędzy peryskopami widoczny POD-72)

PT-91 Twardy jest czołgiem podstawowym przełomu II i III generacji. Załogę czołgu tworzą dowódca, działonowy i mechanik-kierowca. Kierowca zajmuje miejsce w kadłubie, a dowódca i działonowy w wieży.
W przedniej części kadłuba znajduje się przedział kierowania, w środkowej przedział bojowy z wieżą, a w tylnej przedział napędowy.
W przedziale kierowania stanowisko ma mechanik-kierowca. Kierowca obserwuje teren przed wozem za pomocą szerokokątnego peryskopu. W nocy może on być wymieniony na stereoskopowy pasywny peryskop noktowizyjny PNK-72 Radomka, o kącie obserwacji 30°. Rolę tablicy przyrządów pełni nowy blok sterująco-diagnostyczny US-DK-1 monitorujący systemy i układy czołgu i ostrzegający o możliwej awarii.
Działonowy obsługuje system kierowania ogniem Drawa, opracowany przez PCO w Warszawie. W jego skład wchodzą komputer balistyczny, celownik dzienny PCD i nocny PCN-A (noktowizyjny) lub ELOP TES (termowizyjny) oraz dalmierz laserowy TPD-K1M i czujnik danych meteorologicznych. Dowódca obserwuje teren naokoło czołgu przy pomocy pasywnego dzienno-nocnego przyrządu obserwacyjnego POD-72. Od 2015 roku stare termowizory I generacji TES zamieniane są podczas remontów przez kamery III generacji produkcji polskiego PCO KLW-1 Asteria.
Czołg wyposażony jest w system ochrony ABC, przed skutkami użycia broni atomowej, broni chemicznej oraz biologicznej. Dodatkowo przedział załogi oraz przedział napędowy posiadają system przeciwpożarowy niemieckiej firmy Deugra, o czasie detekcji 3 milisekundy, zawierający 15,5 kg halonu. Czołg posiada radiostację R-173 z oddzielnym odbiornikiem R-173P.

### Opancerzenie
Kadłub PT-91 jest wykonany ze spawanych płyt stalowych. Wzmocniono go materiałem kompozytowym. Pancerz czołowy kadłuba (analogiczny wobec pancerza T-72M1) jest pancerzem warstwowym o łącznej grubości 230 mm. Uwzględniając nachylenie pancerza, aby przebić go, pocisk musi przebyć ok. 500–600 mm stali i elementu kompozytowego. Odporność pancerza zwiększają płytki pancerza reaktywnego ERAWA. Pancerz boczny i tylny ma grubość ok. 80 mm i chroni przed pociskami działek małokalibrowych. Osłonę układu jezdnego zapewniają boczne fartuchy z blachy stalowej, w przedniej części także wzmocnione pancerzem reaktywnym.
Wieża ma nieco zmienioną konstrukcję w porównaniu do pojazdu T-72M1. W najgrubszym miejscu chroni ją pancerz o grubości 280 mm. Dodatkowo tak jak w przypadku kadłuba, wieża dopancerzona jest za pomocą kostek pancerza reaktywnego ERAWA. W pierwszych wersjach czołgu, kostki pancerza reaktywnego mocowano w większości bezpośrednio do pancerza. W wersjach późniejszych, część płytek pancerza ERAWA była mocowana na specjalnych modułach opancerzenia.

### Uzbrojenie
W wieży znajduje się zasadnicze uzbrojenie wozu: 125 mm armata gładkolufowa 2A46 Rapira-3. Lufa armaty wyposażona jest w osłonę termiczną z lekkiego stopu i przedmuchiwacz (eżektor), usuwający gazy prochowe po wystrzale. Maksymalny kąt podniesienia armaty wynosi +15°, minimalny -5°. Obok armaty umieszczony jest czołgowy karabin maszynowy PKT kalibru 7,62 mm. Uzbrojenie jest stabilizowane przez lampowy, elektrohydrauliczny stabilizator 2E28M. Stabilizator ten jest konstrukcją przestarzałą i o niskiej niezawodności. Zastosowanie hydraulicznych napędów armaty sprawia, że w przypadku przebicia pancerza wieży wysokie jest ryzyko poparzenia załogi wieży gorącym płynem hydraulicznym. Nad włazem dowódcy zamocowany jest przeciwlotniczy wkm NSWT kalibru 12,7 mm. Na bokach wieży mocowane są dwa zespoły wyrzutni granatów dymnych, obejmujące 12 wyrzutni granatów dymnych 902A i 12 wyrzutni granatów przeciw promieniom lasera Tellur (obie wyrzutnie różnią się kalibrem: 81 mm i 80 mm). Z przodu i po bokach wieży znajdują się cztery czujniki systemu ostrzegawczego Obra.
Armata 2A46 jest ładowana przez automat ładowania. Zapas amunicji zmagazynowanej w karuzeli automatu ładowania to 22 naboje. Dodatkowe 20 naboi jest przewożone w regałach amunicyjnych umocowanych w wieży i kadłubie. Stosowane są naboje 3WBM3, 3WBM6, 3WBM7, 3WBM8 (przeciwpancerne, podkalibrowe, rdzeniowe z rdzeniem z węglików spiekanych), Ryś (przeciwpancerne, rdzeniowe z rdzeniem wolframowym), 3WBK7, 3WBK10 (kumulacyjne) i 3WOF22 (odłamkowo-burzące). Wszystkie typy pocisków wystrzeliwanych z armaty 2A46 są stabilizowane brzechwowo.

### Napęd
Napęd PT-91 stanowi 12-cylindrowy, czterosuwowy, wysokoprężny, chłodzony cieczą silnik S-12U (jest to rozwinięcie silnika W-46 stosowanego w czołgu T-72) produkowany w Zakładach Mechanicznych PZL-Wola. Jest on zbudowany w układzie V i posiada pojemność 38 900 cm³ i masę 980 kg. Moc silnika wynosi 850 KM. Moc z silnika na koła napędowe jest przenoszona przy pomocy sterowanego mechanicznie i hydraulicznie mechanicznego układu przeniesienia mocy z dwiema siedmiobiegowymi planetarnymi skrzyniami biegów. Mechanizm przenoszenia mocy umożliwia ruch wozu do tyłu, hamowanie oraz skręcanie.
PT-91 posiada zawieszenie niezależne na wałkach skrętnych. Każde z 12 kół jezdnych jest połączone za pomocą wahacza z wałkiem skrętnym. Napęd z silnika jest przekazywany na znajdujące się w tylnej części pojazdu koła napędowe. Z przodu pojazdu znajdują się koła napinające. Pojazd posiada dwie gąsienice o szerokości 580 mm, które zbudowane są z nakładających się na siebie płytek.

## Wersje czołgu
- PT-91 (1991 r.) – system kierowania ogniem (SKO) Drawa-T, system samoosłony Obra-1
- T-72M1Z – czołg T-72M1 zmodernizowany do standardu Twardego; kostki pancerza reaktywnego ERAWA i ERAWA-2 o modułowej konstrukcji (tzw. III generacja), wóz 700 kg lżejszy i z większym prześwitem od PT-91 (ze względu na brak przeróbek dna), inny sprzęt łączności[16]. Proponowana odmiana eksportowa, z SKO z Republiki Południowej Afryki[16]. Czołg ma nieco inną konstrukcję wieży poprzez inny układ kostek pancerza reaktywnego[17]
- PT-91A (1994 r.) – pierwsza propozycja Twardego na eksport: nowy SKO Savan-15P francuskiej firmy SAGEM, z ruchomym w zakresie 360° stabilizowanym przyrządem obserwacyjnym dowódcy, silnik S-1000 o mocy 1000 KM[18]
- PT-91Z – wersja eksportowa: SKO firmy SAGEM, silnik S-1000R, pancerz reaktywny ERAWA i ERAWA-2 o modułowej konstrukcji
- PT-91M „Pendekar” – wersja eksportowa (M dla Malezji) nazwany przez fabrykę Malaj, wyposażona w SKO Savan 15 firmy SAGEM, słowacką armatę 2A46MS z nowym systemem stabilizacji oraz zmienioną konfiguracją pancerza przedniego kadłuba i wieży oraz reaktywnego. Czołg wyposażono również w system samo-osłony Obra-3, karabin przeciwlotniczy M2HB, nowy powerpack składający się z silnika S-1000R i przekładni Renk ESM-350M[19], wolant sterowniczy zamiast drążków. Masa czołgu wzrosła do 47,5 tony[20][21]. Rejimen ke-11 Kor Armor Diraja (11 Pułk Królewskiego Korpusu Pancernego), odbiorca łabędzkiego czołgu osiągnął gotowość bojową 1 września 2010[22][23]. Jednak przychody z umowy na 370 milionów USD z Siłami Zbrojnymi Malezji nie pokryły nawet kosztów produkcji[24][25][26][27]. Umowa została zrealizowana z kilkuletnim opóźnieniem (dostawy miały być zrealizowane do 2008 r.) ze względu na kłopoty z napędem – silnikiem S1000 o mocy 1000 KM z PZL Wola i skrzynią biegów ESM350 niemieckiego Renka – oraz systemem kierowania ogniem Savan 15 francuskiego Sagema[22][28]. Bumar w odpowiedzi na niektóre doniesienia prasowe stwierdził, że pod koniec 2006 roku, podczas testów Pojazdu Wzorcowego w Malezji wystąpiły problemy z systemem wykrywania skażeń oraz agregatem zapewniającym działanie instalacji czołgowych przy wyłączonym silniku, które wraz z wprowadzanymi przez odbiorcę malezyjskiego zmianami i modyfikacjami spowodowały przesunięcie terminu zatwierdzenia przygotowanego Pojazdu Wzorcowego. Po usunięciu usterek i wprowadzeniu wymaganych zmian, ostatecznie w marcu 2007 roku Pojazd Wzorcowy został przez odbiorcę zatwierdzony, po czym na jego podstawie została uruchomiona produkcja seryjna czołgów[29]. Łącznie powstało 48 czołgów PT-91M oraz 14 wozów zabezpieczenia technicznego. Pojazdy seryjne przekazano odbiorcy w latach 2007–2010[30].
- T-72SIM-1 – gruzińska modernizacja czołgów T-72 wykorzystująca pakiet PT-91 SKO Drawa[31].
- PT-91P – prototyp przebudowany z jednego z fabrycznych PT-91, przygotowany w 2009 r. na potrzeby przetargu ogłoszonego przez Peru[32]. Pojazd zaprezentowano w dniach 21–24 maja 2009 r. na 2. Salonie Techniki Obronnej SITDEF 2009 w Limie. Wyposażono go w: system kierowania ogniem Drawa TG z termowizorem firmy Galileo i system zarządzania polem walki firmy Teldat, radiostację Radmor RRC9310, cyfrowy system łączności wewnętrznej Fonet-IP oraz system ostrzegania przed promieniowaniem laserowym typu Obra-3 i system wykrywania broni masowego rażenia Cherdes II[32].

- PT-91/120 – niezrealizowany projekt tzw. „leopardyzacji” Twardego, nowa wieża, armata i SKO, silnik o większej mocy
- PT-91Ex – wersja eksportowa zaprezentowana w 2007 roku: SKO Sagem Savan-15 z panoramicznym przyrządem dowódcy Vigy-15, silnik S-1000, elektryczny stabilizator Sagem EPS-91M[32]
- PT-72U/PT-91U/PT-91EU – wersja przeznaczona do walk w terenie zurbanizowanym, czujniki OBRA-3, ZSMU Kobuz zamiast tradycyjnego wkm’u, nowoczesna radiostacja Radmor RRC9310AP, system interkomowy Fonet-IP oraz system zarządzania polem walki Trop.
- PT-16 – projekt, który miał być głęboką modernizacją czołgów T-72 i PT-91 z myślą o rynku eksportowym. W założeniach były zwiększenie siły ognia, podniesienie poziomu ochrony balistycznej i przeciwminowej, poprawa manewrowości taktycznej wozu oraz komfortu działania i świadomości sytuacyjnej załogi. To wszystko starano się połączyć z koncepcją modułowości oraz stworzeniem warunków, by pakiet modernizacyjny był w całości wytwarzany przez krajowe podmioty gospodarcze. W czołgu planowano zamontować nową 120 mm armatę o długości lufy L50, zasilaną scaloną amunicją 120x570 mm. Zautomatyzowany system zasilania w amunicje o pojemności 22 nabojów umieszczono w specjalnej niszy z tyłu wieży (dotychczasowy został usunięty). Jest on odseparowany od przedziału załogi odsuwaną pancerną przegrodą. Zaproponowano również zastosowanie nowych napędów wieży i armaty, a także wprowadzenie systemu dynamicznego pomiaru ugięcia lufy (MRS). Konstrukcyjnie przewiduje się zapewnienie miejsca na przewożenie do 44 sztuk amunicji różnych typów w wozie. Odporność balistyczną zwiększono poprzez zamontowanie dodatkowych pakietów na kadłubie (w tym wzmocniono jego dno), a także modułowego zastosowania pancerza reaktywnego, czy ekranów siatkowych i prętowych. Wieża jest spawana i pokryta nowoczesnym, wielowarstwowym pancerzem kompozytowym oraz modułowym reaktywnym. Pojazd nie wszedł do produkcji seryjnej.

- PT-17 – Główne cele modernizacji jakie przyświecały projektantom czołgu PT-17 związane były: ze zwiększeniem siły ognia i „manewru ogniem”, zwiększeniem mobilności i przeżywalności na polu walki, a także poprawą komfortu pracy załogi oraz wydłużeniem czasu trwania misji. Demonstrator opracowano przy współpracy z firmami ukraińskimi, które dostarczyły wieżę czołgu. Wieża czołgu jest konstrukcją ukraińską. Zainstalowano w niej ukraińską gładkolufową armatę KBM-2 kalibru 120 mm o długości lufy L50 oraz automat ładowania w niszy wieży mieszczący 22 sztuki amunicji scalonej. Łączny zapas amunicji czołgu wynosi natomiast 50 nabojów. Uzbrojenie wozu uzupełniają sprzężony z armatą karabin maszynowy kalibru 7,62 mm oraz zainstalowany na wieży zdalnie sterowany moduł uzbrojenia ZSMU-1276 produkowany przez Zakłady Mechaniczne „Tarnów” S.A. Na wyposażeniu wieży znalazły się także stabilizowane obserwacyjno-celownicze głowice optoelektroniczne GOC-1 Nike i GOD-1 Iris firmy PCO S.A oraz system BMS. Opcjonalnie, producent informuje o możliwości zastosowania panoramicznego dzienno-nocnego przyrządu obserwacyjnego dowódcy VIGY-15 firmy Safran. Przeżywalność czołgu na polu walki mają zwiększyć dodatkowe opancerzenie kompozytowe zarówno kadłuba, jak i wieży, a także zainstalowany uniwersalny system samoosłony pojazdu PCO SSP-1 OBRA-3 oraz dwa moduły, każdy z 6 wyrzutniami granatów zakłócających. Zainstalowane na demonstratorze systemy to oczywiście tylko przykład możliwości. Docelowo mogą one zostać skonfigurowane w zależności od potrzeb potencjalnego odbiorcy[33].

- PT-91M2 – Choć cele modernizacji PT-91M2 jakie podaje producent, są takie same jak w przypadku PT-17, to jej zakres istotnie się różni. Napęd wozu stanowi silnik S-12U o mocy 850 KM ze wzmocnioną przekładnią mechaniczną (do wersji Cx). Gąsienice także są z nakładkami gumowymi, ale opracowane przez OBRUM/BUMAR. Podobnie jak w PT-17 zastosowano wzmocnione zawieszenie (wałki skrętne, amortyzatory i zderzaki elastomerowe). Wśród wyposażenia podwozia znalazły się: pomocniczy zespół prądotwórczy (APU), zmodernizowany karuzelowy automat ładowania, noktowizor kierowcy PNK-72 „Radomka” oraz dzienno-nocna kamera cofania PCO KDN-1 Nyks. Ochronę kadłuba zapewniają pancerz reaktywny ERAWA III generacji oraz pancerz prętowy w tylnej części podwozia. Zwiększenie siły ognia planuje się osiągnąć poprzez zainstalowanie słowackiej armaty 2A46MS kalibru 125 mm i długości lufy L48. Wewnątrz wieży zmieniono także rozmieszczenie amunicji drugiego rzutu. Co istotne, w demonstratorze PT-91M2 zainstalowano francuski system kierowania ogniem (SKO) SAVAN-15 firmy Safran (zastosowany już wcześniej w czołgach PT-91M dla Malezji). Dowódca może otrzymać do dyspozycji dodatkowo noktowizor TKN-3z. Wśród wyposażenia PT-91M2 znajduje się także System Obserwacji Dookólnej SOD, uniwersalny system samoosłony pojazdu PCO SSP-1 OBRA-3 (oba produkcji PCO S.A.) oraz dwa moduły, każdy z 12 wyrzutniami granatów dymnych 902A. Dodatkową ochronę wieży stanowią również moduły pancerza reaktywnego ERAWA[33].

Wersje rozwojowe czołgu PT-91 Twardy
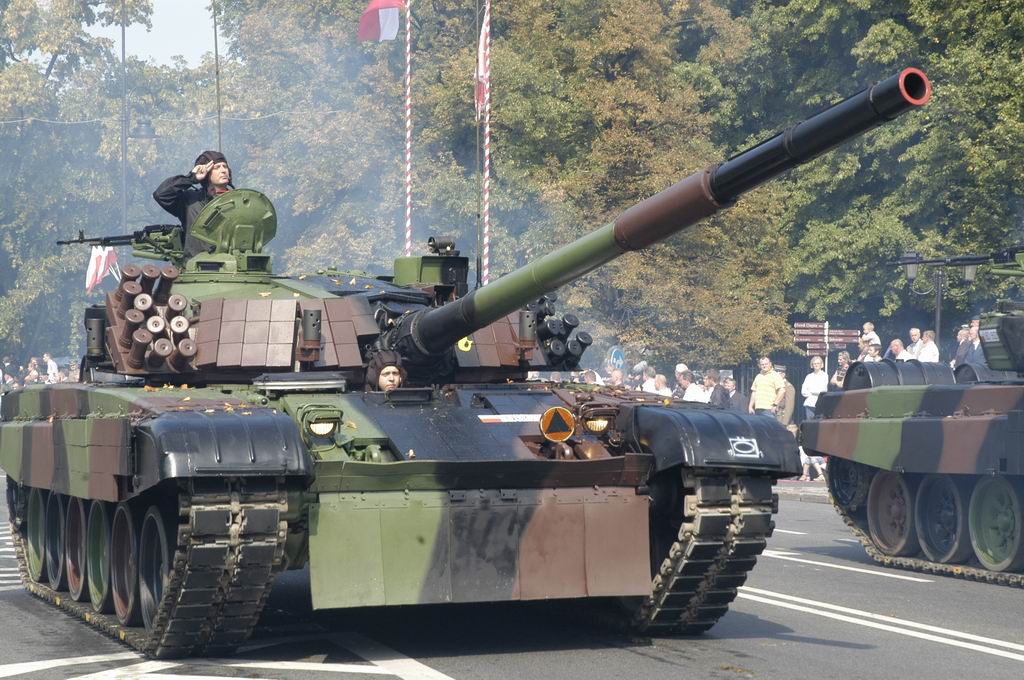
Standardowy PT-91 Twardy, używany przez Siły Zbrojne RP
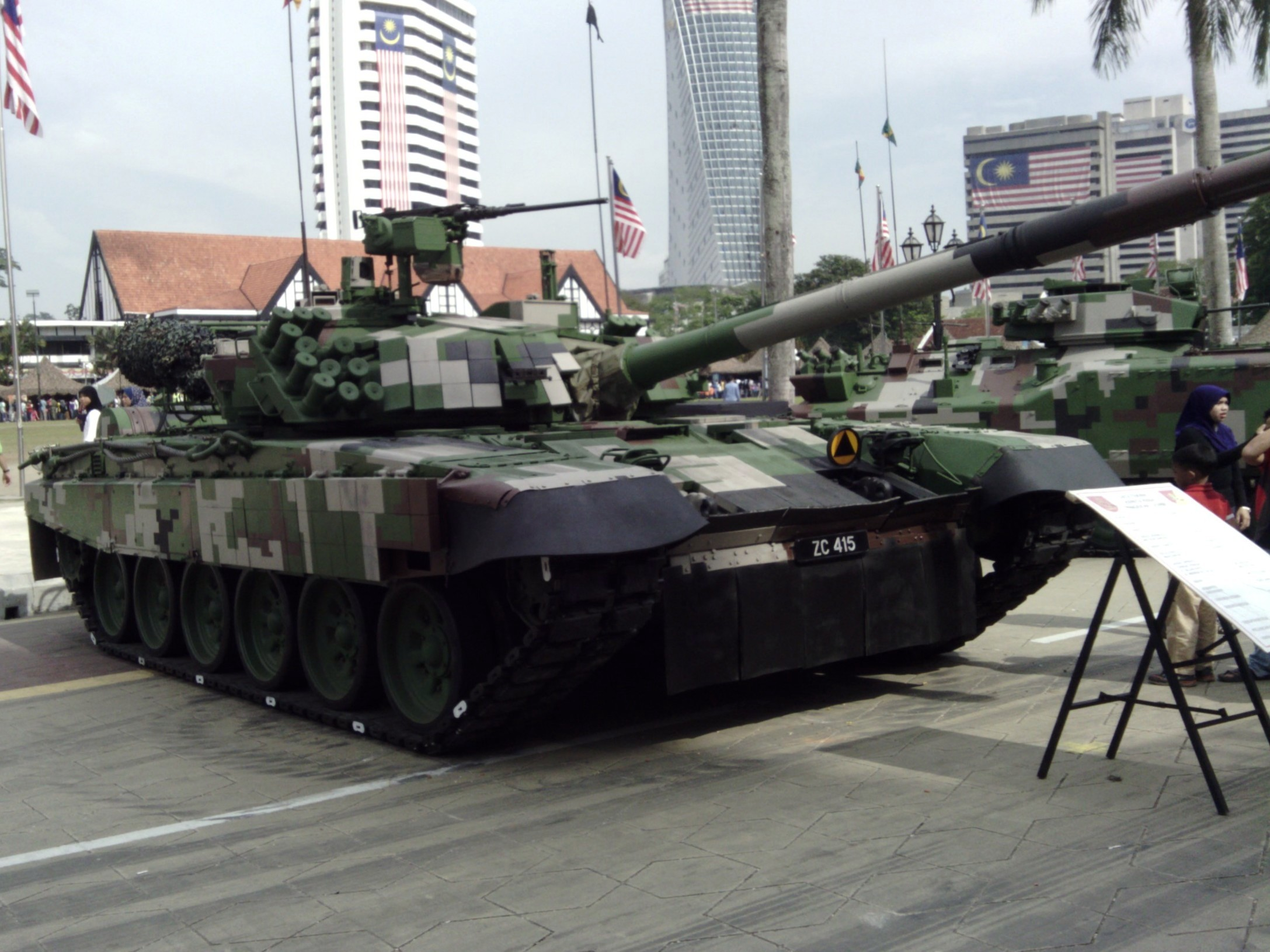
PT-91M „Pendekar” – wersja używana przez Siły Zbrojne Malezji
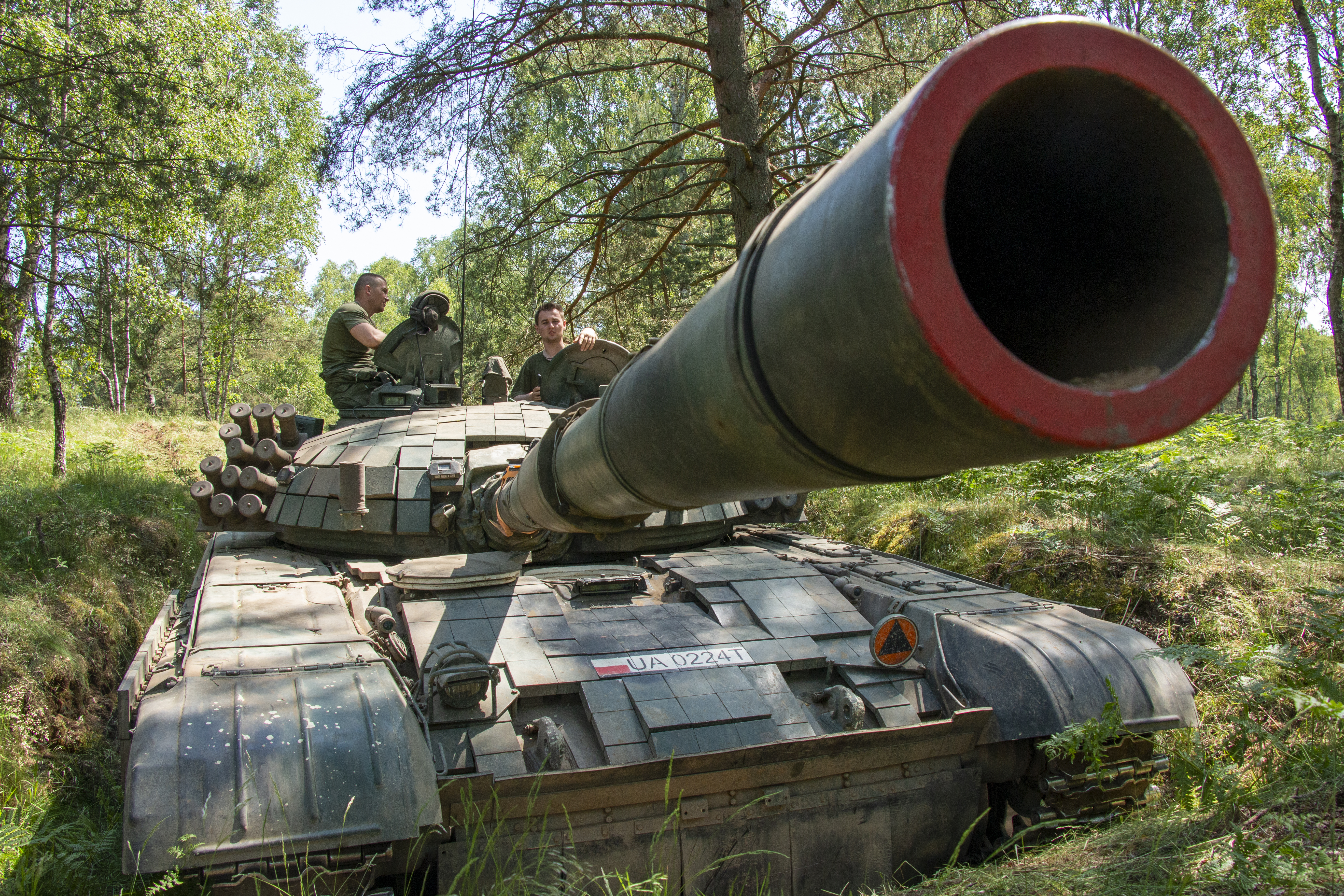
Czołg T-72M1Z zmodernizowany do standardu PT-91, widoczne są różnice w budowie wieży w stosunku do standardowych wersji PT-91
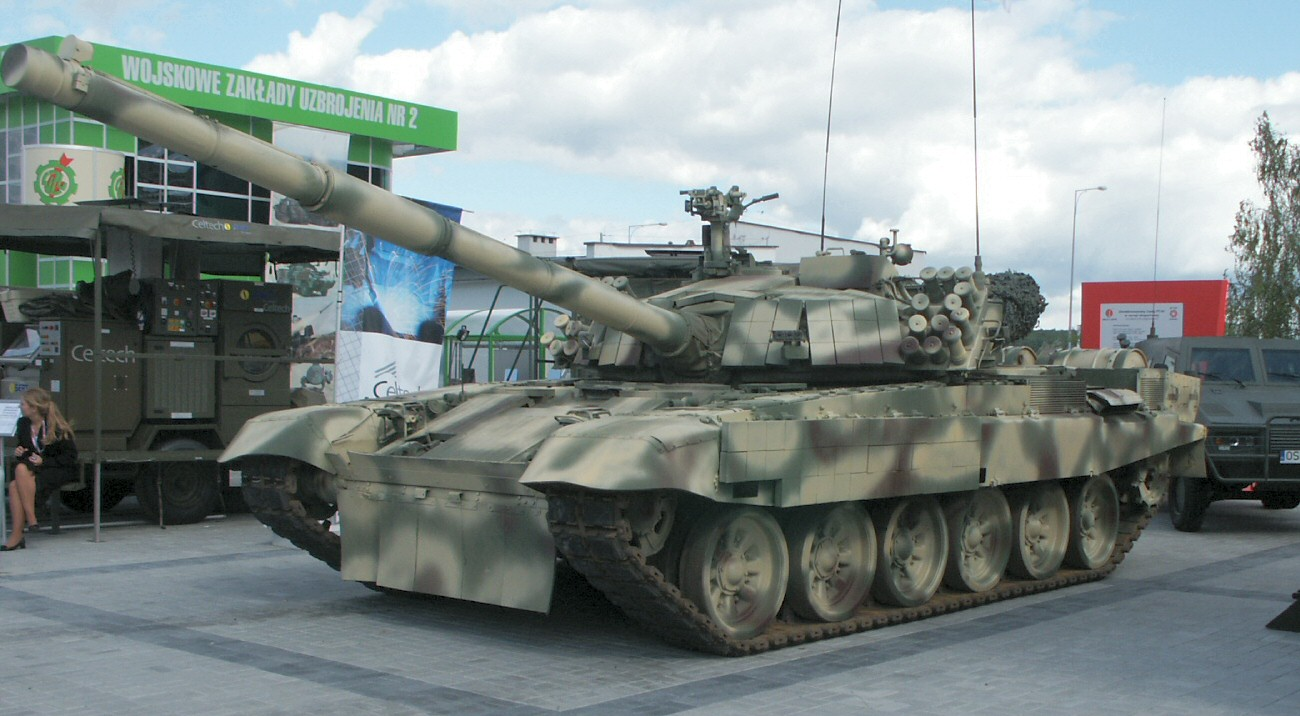
PT-91E\Ex prezentowany podczas targów MSPO 2006
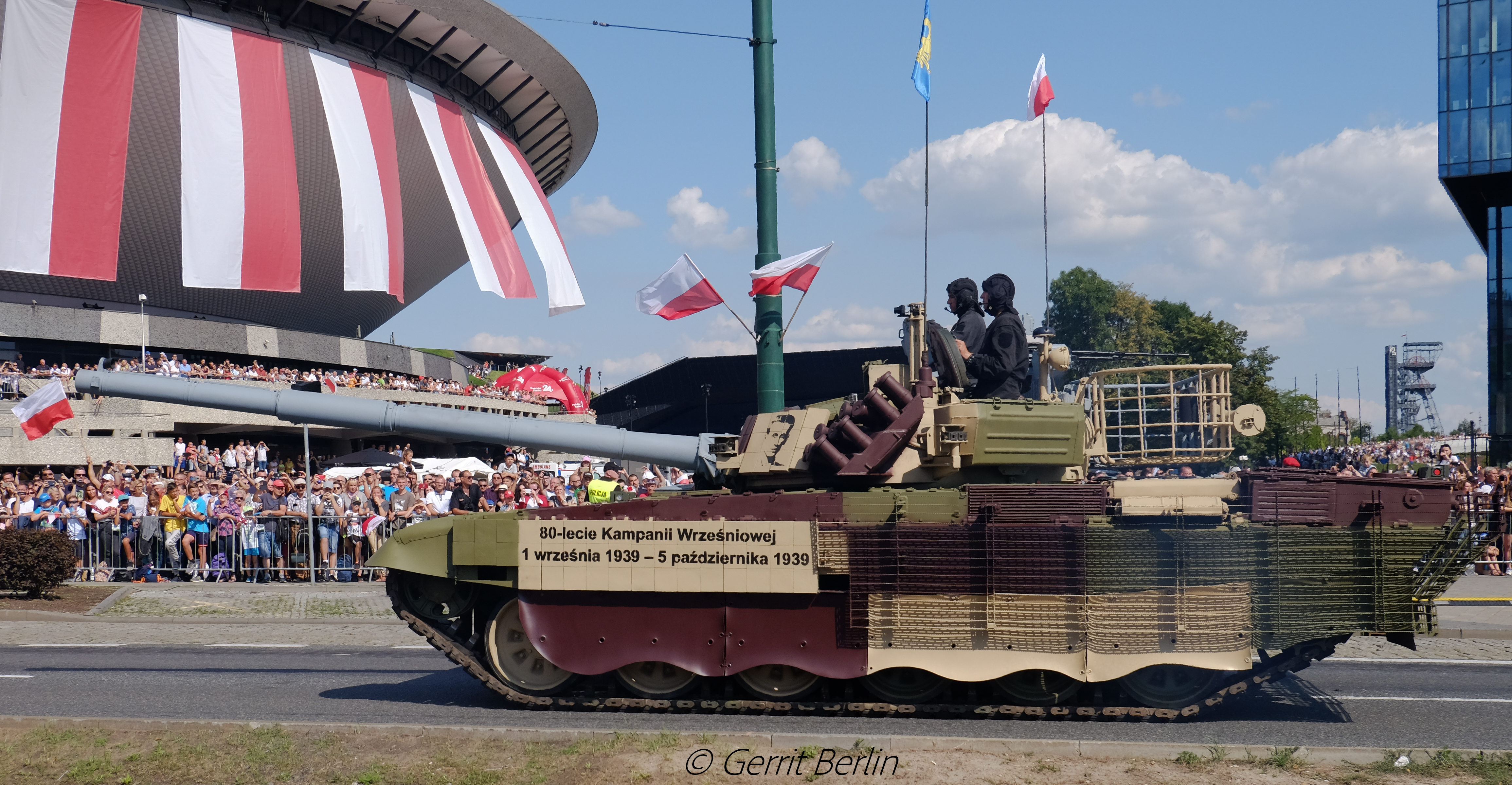
PT-91M2 w okolicznościowym malowaniu prezentowany podczas obchodów Święta Wojska Polskiego w 2019 roku
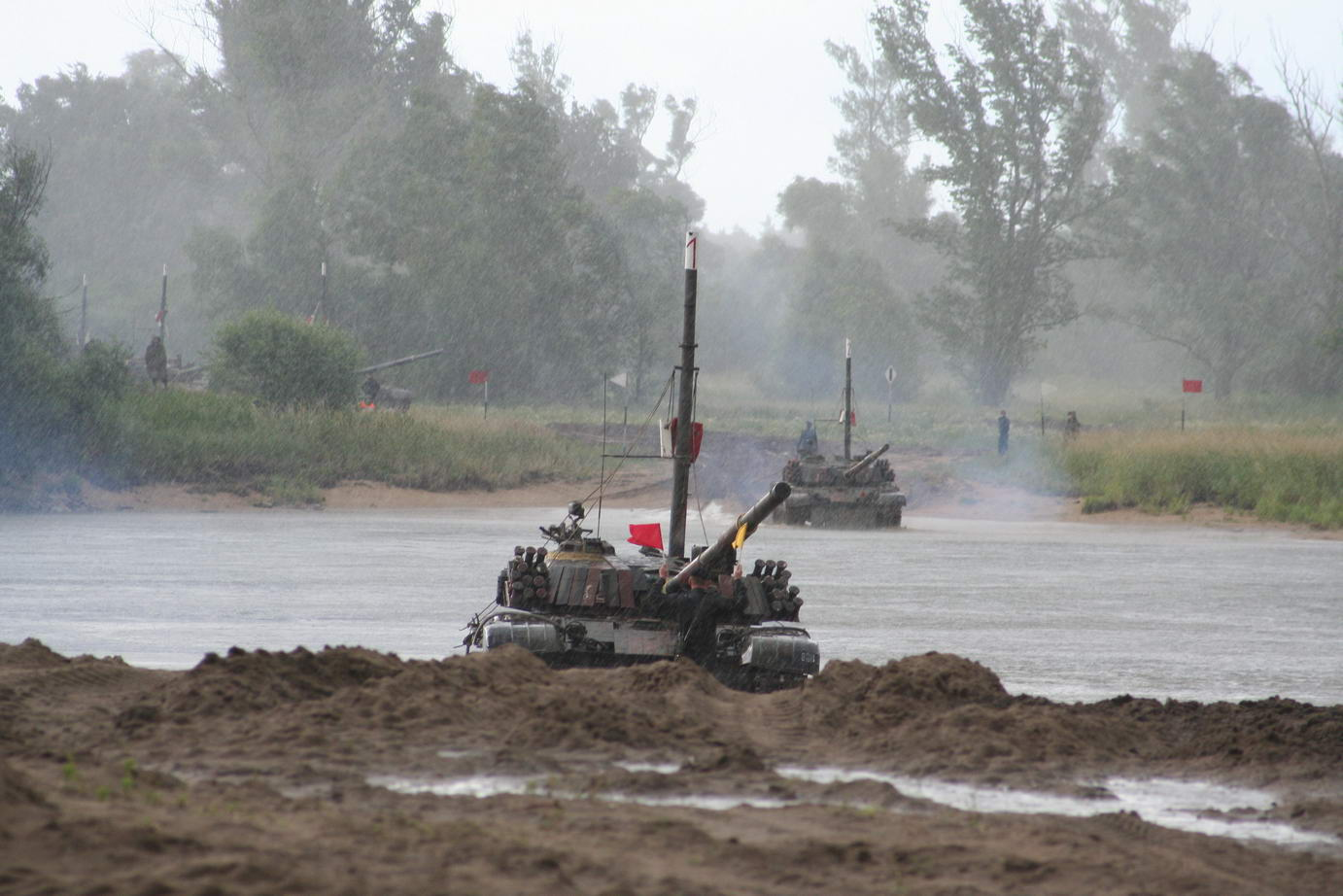
PT-91 podczas pokonywania przeszkody wodnej po dnie

## Pojazdy bazowane na PT-91
- MID – maszyna inżynieryjno-drogowa
- PZA Loara – samobieżny zestaw przeciwlotniczy
- PMC-90 – most czołgowy
- PMC-Leguan – most czołgowy Leguan zamontowany na podwoziu PT-91M
- WZT-3 – wóz zabezpieczenia technicznego
- WZT-4 – wóz zabezpieczenia technicznego

## Użytkownicy
- Polska – 232 sztuki (Część z nich została przekazana Ukrainie)
- Malezja – 48 sztuk PT-91M
- Ukraina – 60 sztuk

## Użycie bojowe
W lutym 2023 roku Prezes Rady Ministrów Mateusz Morawiecki poinformował o przekazaniu Siłom Zbrojnym Ukrainy nieujawnionej ówcześnie ilości czołgów PT-91. Pojazdy zostały użyte w czasie wojny na obszarach wschodniej Ukrainy w czasie rosyjskiej inwazji na Ukrainę. W lipcu 2023 roku potwierdzono stratę jednego w walce, prawdopodobnie przyczyną zniszczenia maszyny było najechanie czołgu na minę przeciwpancerną i dostanie się pod ostrzał rosyjskiej artylerii. Ilość czołgów zniszczonych i zdobytych przez Siły Zbrojne Federacji Rosyjskiej nie jest publicznie znana (cenzura wojenna Ukrainy). Od wiosny 2024 roku część czołgów była wyposażana w dodatkowe siatkowe ekrany na burtach i wieży przeciw dronom i dodatkową warstwę modułów reaktywnych na przednim pancerzu.
W sierpniu 2024 roku nieokreślona liczba czołgów PT-91 brała udział w działaniach ofensywnych Sił Zbrojnych Ukrainy na terenie obwodu kurskiego w Rosji.